# Gai Fabi Píctor (cònsol 269 aC)
Gai Fabi Píctor (en llatí: Gaius Fabius Pictor) va ser un magistrat romà fill del pintor Gai Fabi i germà del cònsol Numeri Fabi Píctor. Formava part de la família dels Fabi Píctor, una branca de la gens Fàbia iniciada pel seu pare.
Va ser elegit cònsol el 269 aC, juntament amb Quint Ogulni Gal, i va fer la guerra als picentins, que no va acabar fins a l'any següent. En el seu consolat, per primera vegada es va encunyar plata a Roma.
Juntament amb Ogulni Gal conquerí, amb força dificultat, la ciutat d'Aufidena, d'identificació desconeguda, per bé que és probablement la mateixa ciutat esmentada per Joan Zonaràs com a Caricini, ciutat principal dels Caracens. Aquesta ciutat seria l'actual Castel di Sangro.